# Franz Roh
Franz Roh   (Apolda, 21 de febrer de 1890 - Múnic, 30 de desembre de 1965) va ser un historiador, crític d'art i fotògraf alemany.

## Biografia
Va néixer a Apolda, Turíngia i va cursar estudis universitaris a Leipzig, Berlín i Basilea, acabant la seva tesi el 1920 a Múnic que tractava sobre les pintures neerlandeses del segle xvii. També va treballar per a ràdio Múnic i la revista Neue Zeitung, cosa que li va permetre conèixer artistes com George Grosz, Kurt Schwitters, Willi Baumeister i Max Ernst.
La seva primera exposició fotogràfica la va realitzar el 1920 i estava formada per una sèrie de fotomuntatges. Tot i que Roh va ser més conegut en la història de la fotografia pel seu assaig Foto Auge' que va escriure després d'assistir a l'exposició Film und Foto realitzada el 1929.
El 1925 va publicar el llibre Nach Expressionismus: Magischer Realismus: Probleme der neusten europäischen Malerei que va tenir força repercussió en els ambients artístics en inventar el terme del realisme màgic. Aquest concepte de Roh es considera una important contribució a una teoria fenomenològica o existencial de l'estètica. Aquesta relació s'accentua pel fet que va ser el fenomenòleg José Ortega y Gasset qui va traduir l'assaig de Roh a l'espanyol, establint així les bases per a la seva apropiació per part del moviment literari.
Durant el règim nazi va ser detingut i aïllat i durant el seu captiveri va escriure Das Verkannte Künstler: Geschichte und Theorie des kulturellen Mißverstehens.
El 1946 es va casar amb la historiadora d'art Juliane Bartsch. El 1952 va fundar Artothek a Berlín, el que va permetre recopilar el treball d'artistes alemanys i el 1958 va publicar una història de l'art a Alemanya. Va morir a Múnic el 1965.